# Assistant (Schiff)
Die Assistant, auch HMS Assistant, ein Tender der britischen Marine, der Ende des 18. Jahrhunderts im Dienst stand. Sie war als bewaffneter Transporter gelistet, der 1791 von der Marine angekauft und 1802 wieder verkauft wurde.

## Technische Daten
Die Assistant war eine mit sechs 4-Pfünder-, später vier 3-Pfünder-Kanonen sowie acht Drehbassen bewaffnete Brigg. Der Rumpf war zum Schutz gegen den Schiffsbohrwurm und Bewuchs mit Kupfer beschlagen. Das Schiff war auf dem Kiel 15,65 m (51 Fuß 4,25 Zoll) lang und 8,86 m (29 Fuß 1 Zoll) breit, gemessen auf dem Spant. In der Last besaß es einen Tiefgang von 5,99 m (19 Fuß 8 Zoll). Es war mit 110 Tonnen („tons burden“) vermessen.

## Geschichte
Ihre Besatzung bestand aus 27 Mann, als sie die Providence während Captain William Blighs zweiter Brotfruchtexpedition (1791–1793) begleitete. Sie stand unter dem Kommando von Leutnant Nathaniel Portlock. Die Expedition sollte Brotfruchtpflanzen und andere Arten von Tahiti zu den Westindischen Inseln bringen.
Zeitweilig wurde die Assistant vom Ersten Leutnant Francis Bond und Dritten Leutnant George Tobin geführt, als Portlock die Vertretung Blighs auf der Providence wegen dessen immer wiederkehrender Krankheit (vermutlich Malaria) übernehmen musste.
Nachdem die Brotfruchtpflanzen an Bord der Providence waren, segelten die beiden Schiffe an den Fidschi-Inseln vorbei, durch die Torres-Straße nach Timor und durch den Indischen Ozean zurück in den Atlantik (St. Helena) und von da in die Karibik, wo man die überlebenden Pflanzen in St. Vincent und Jamaika auslud. Die Assistant traf im August 1793 wieder in England ein.
Später wurde sie bis zu ihrem Verkauf 1802 im Werftverkehr eingesetzt.